# Or Sasson
Or Sasson, född den 18 augusti 1990 i Jerusalem, är en israelisk judoutövare.
Han tog OS-brons i de olympiska judo-turneringarna vid olympiska sommarspelen 2016 i Rio de Janeiro i herrarnas tungvikt. Vid olympiska sommarspelen 2020 i Peking var Sasson en del av Israels lag som tog brons i den mixade lagtävlingen.